# 성동구의 행정 구역
성동구의 행정 구역은 17 행정동이며, 면적은 서울시의 2.8%를 차지하는 16.84km2이다. 성동구의 인구는 2012년 6월 1일을 기준으로 125,745 가구, 299,843명이다.

## 행정 구역
| \| 행정동 \| 한자 \| 면적 \| 세대 \| 인구 \| \| ------------ \| ------------ \| ----- \| ------- \| ------- \| \| 왕십리제2동 \| 往十里第2洞 \| 0.41 \| 6,951 \| 17,166 \| \| 왕십리도선동 \| 往十里道詵洞 \| 0.72 \| 5,777 \| 12,874 \| \| 마장동 \| 馬場洞 \| 1.06 \| 10,334 \| 25,542 \| \| 사근동 \| 沙斤洞 \| 1.11 \| 5,888 \| 10,656 \| \| 행당제1동 \| 杏堂第1洞 \| 0.59 \| 7,621 \| 17,774 \| \| 행당제2동 \| 杏堂第2洞 \| 0.42 \| 9,648 \| 27,006 \| \| 응봉동 \| 鷹峰洞 \| 0.57 \| 6,508 \| 17,522 \| \| 금호1가동 \| 金湖1街洞 \| 0.46 \| 6,300 \| 16,115 \| \| 금호2·3가동 \| 金湖2·3街洞 \| 0.64 \| 8,575 \| 20,878 \| \| 금호4가동 \| 金湖4街洞 \| 0.84 \| 5,886 \| 14,092 \| \| 옥수동 \| 玉水洞 \| 1.95 \| 8,868 \| 21,509 \| \| 성수1가제1동 \| 聖水1街第1洞 \| 1.98 \| 7,299 \| 17,948 \| \| 성수1가제2동 \| 聖水1街第2洞 \| 0.89 \| 8,253 \| 18,372 \| \| 성수2가제1동 \| 聖水2街第1洞 \| 1.80 \| 8,380 \| 20,000 \| \| 성수2가제3동 \| 聖水2街第3洞 \| 1.03 \| 5,263 \| 12,040 \| \| 송정동 \| 松亭洞 \| 2.32 \| 5,640 \| 12,230 \| \| 용답동 \| 龍踏洞 \| 0.72 \| 7,701 \| 16,745 \| \| 성동구 \| 城東區 \| 15.59 \| 125,745 \| 299,843 \| |              |       |         |         |
| 행정동 | 한자         | 면적  | 세대    | 인구    |
| 왕십리제2동 | 往十里第2洞  | 0.41  | 6,951   | 17,166  |
| 왕십리도선동 | 往十里道詵洞 | 0.72  | 5,777   | 12,874  |
| 마장동 | 馬場洞       | 1.06  | 10,334  | 25,542  |
| 사근동 | 沙斤洞       | 1.11  | 5,888   | 10,656  |
| 행당제1동 | 杏堂第1洞    | 0.59  | 7,621   | 17,774  |
| 행당제2동 | 杏堂第2洞    | 0.42  | 9,648   | 27,006  |
| 응봉동 | 鷹峰洞       | 0.57  | 6,508   | 17,522  |
| 금호1가동 | 金湖1街洞    | 0.46  | 6,300   | 16,115  |
| 금호2·3가동 | 金湖2·3街洞  | 0.64  | 8,575   | 20,878  |
| 금호4가동 | 金湖4街洞    | 0.84  | 5,886   | 14,092  |
| 옥수동 | 玉水洞       | 1.95  | 8,868   | 21,509  |
| 성수1가제1동 | 聖水1街第1洞 | 1.98  | 7,299   | 17,948  |
| 성수1가제2동 | 聖水1街第2洞 | 0.89  | 8,253   | 18,372  |
| 성수2가제1동 | 聖水2街第1洞 | 1.80  | 8,380   | 20,000  |
| 성수2가제3동 | 聖水2街第3洞 | 1.03  | 5,263   | 12,040  |
| 송정동 | 松亭洞       | 2.32  | 5,640   | 12,230  |
| 용답동 | 龍踏洞       | 0.72  | 7,701   | 16,745  |
| 성동구 | 城東區       | 15.59 | 125,745 | 299,843 |

## 개요

| 행정동       | 법정동                 | 설명 |
| ------------ | ---------------------- | --- |
| 왕십리제2동  | 하왕십리동(下往十里洞) | 고양군 한지면 하왕십리이었다. 하왕십리정은 1943년 6월 10일 새로 설치된 성동구에서 관할하게 되었다. |
| 왕십리도선동 | 〃                     | 고양군 한지면 하왕십리이었다. 하왕십리정은 1943년 6월 10일 새로 설치된 성동구에서 관할하게 되었다. |
| 왕십리도선동 | 상왕십리동(上往十里洞) | 고양군 한지면 상왕십리이었다. 상왕십리정은 1943년 6월 10일 새로 설치된 성동구에서 관할하게 되었다. |
| 왕십리도선동 | 홍익동(弘益洞)         | 고양군 한지면 하왕십리이었다. 1963년 9월 하왕십리동에서 분할되어 홍익동이 되었다. |
| 왕십리도선동 | 도선동(道詵洞)         | 고양군 한지면 하왕십리이었다. 1959년 하왕십리동에서 분할되어 도선동이 되었다. |
| 마장동       | 마장동(馬場洞)         | 고양군 한지면 마장리이었다. 마장정은 1943년 6월 10일 새로 설치된 성동구에서 관할하게 되었다. |
| 사근동       | 사근동(沙斤洞)         | 고양군 한지면 사근리이었다. 사근정은 1943년 6월 10일 새로 설치된 성동구에서 관할하게 되었다. |
| 사근동       | 행당동(杏堂洞)         | 고양군 한지면 행당리이었다. 행당정은 1943년 6월 10일 새로 설치된 성동구에서 관할하게 되었다. |
| 행당제1동    | 〃                     | 고양군 한지면 행당리이었다. 행당정은 1943년 6월 10일 새로 설치된 성동구에서 관할하게 되었다. |
| 행당제2동    | 〃                     | 고양군 한지면 행당리이었다. 행당정은 1943년 6월 10일 새로 설치된 성동구에서 관할하게 되었다. |
| 응봉동       | 응봉동(鷹峰洞)         | 고양군 한지면 신촌리이었다. 면적은 0.57km2이며 약 13,120명의 사람들이 3,806가구에서 살고 있다.(2000년 기준) |
| 금호1가동    | 금호동1가(金湖洞1街)   | 고양군 한지면 수철리이었다. 금호정은 1943년 6월 10일 새로 설치된 성동구에서 관할하게 되었다. |
| 금호2·3가동  | 금호동2가(金湖洞2街)   | 고양군 한지면 수철리이었다. 금호정은 1943년 6월 10일 새로 설치된 성동구에서 관할하게 되었다. |
| 금호2·3가동  | 금호동3가(金湖洞3街)   | 고양군 한지면 수철리이었다. 금호정은 1943년 6월 10일 새로 설치된 성동구에서 관할하게 되었다. |
| 금호4가동    | 금호동4가(金湖洞4街)   | 고양군 한지면 수철리이었다. 금호정은 1943년 6월 10일 새로 설치된 성동구에서 관할하게 되었다. |
| 옥수동       | 옥수동(玉水洞)         | 고양군 한지면 두모리이었다. 북쪽으로는 신당동, 동쪽으로는 금호2·3가동과 금호4가동이 접해있고, 남쪽으로는 한강과 접해있으며, 서쪽으로는 한남동과 접해있다. 2001년 기준 면적은 1.95km2, 인구는 3만 2339명이다.                                                                       |
| 성수1가제1동 | 성수동1가(聖水洞1街)   | 1949년 8월 13일 고양군 뚝도면에서 성동구(뚝도출장소)로 편입되었다. 1950년 서뚝도리가 성수동1가로 명칭이 바뀌었다. |
| 성수1가제2동 | 성수동1가(聖水洞1街)   | 1949년 8월 13일 고양군 뚝도면에서 성동구(뚝도출장소)로 편입되었다. 1950년 서뚝도리가 성수동1가로 명칭이 바뀌었다. |
| 성수2가제1동 | 성수동2가(聖水洞2街)   | 1949년 8월 13일 고양군 뚝도면에서 성동구(뚝도출장소)로 편입되었다. 1950년 동뚝도리가 성수동2가로 명칭이 바뀌었다. |
| 성수2가제3동 | 성수동2가(聖水洞2街)   | 1949년 8월 13일 고양군 뚝도면에서 성동구(뚝도출장소)로 편입되었다. 1950년 동뚝도리가 성수동2가로 명칭이 바뀌었다. |
| 송정동       | 송정동(松亭洞)         | 1949년 8월 13일 고양군 뚝도면 송정리에서 성동구(뚝도출장소)로 편입되었다. |
| 용답동       | 〃                     | 1949년 8월 13일 고양군 뚝도면 송정리에서 성동구(뚝도출장소)로 편입되었다. |
| 용답동       | 용답동(龍踏洞)         | 고양군 숭인면 답십리, 용두리이었다가 1943년 6월 10일 경성부 동대문구 답십리정, 용두정으로 편입되었다. 1946년 답십리동, 용두동으로 개칭하였고, 천호대로 준공으로 인해 동대문구와 성동구의 경계를 조정하면서 1975년 답십리동 일부와 용두동 일부에 용답동을 신설하여 성동구에 두었다. |

## 역사
- 1943년 6월 10일 경기도 경성부 성동구가 설치되었다. (관할구역: 상왕십리정, 하왕십리정, 마장정, 사근정, 행당정, 응봉정, 금호정, 옥수정, 신당정)[2]
- 1946년 9월 28일 서울특별자유시 성동구 설치(관할구역: 상왕십리동, 하왕십리동, 마장동, 사근동, 행당동, 응봉동, 금호동, 옥수동, 신당동)
- 1949년 8월 15일 서울특별시 성동구가 됨.
- 1949년 8월 13일 경기도 고양군 뚝도면이 성동구로 편입되었고[3], 새로 편입된 지역을 관할하기 위하여 성동구뚝도출장소가 설치되었다. 성동구뚝도출장소의 관할지역은 서뚝도리, 동뚝도리, 송정리, 화양리, 모진리, 능리, 군자리, 중곡리, 면목리, 구의리, 광장리, 신천리, 잠실리, 자양리였다.[4]

| 대통령령 제159호 | |
| 구 행정구역 | 신 행정구역 |
| 고양군 뚝도면 서뚝도리, 동뚝도리, 송정리, 화양리, 모진리, 능리, 군자리, 중곡리, 면목리, 구의리, 광장리, 신천리, 잠실리, 자양리 | 성동구 뚝도출장소 서뚝도리, 동뚝도리, 송정리, 화양리, 모진리, 능리, 군자리, 중곡리, 면목리, 구의리, 광장리, 신천리, 잠실리, 자양리 |
| (변동없음) 상왕십리동, 하왕십리동, 마장동, 사근동, 행당동, 응봉동, 금호동1가~금호동4가, 옥수동, 신당동                         | |
- 1950년 서뚝도리, 동뚝도리가 성수동1가, 성수동2가로, 송정리가 송정동으로, 화양리가 화양동으로, 모진리가 모진동으로, 능리가 능동으로, 군자리가 군자동으로, 중곡리가 중곡동으로, 면목리가 면목동으로, 구의리가 구의동으로, 광장리가 광장동으로, 신천리가 신천동으로, 잠실리가 잠실동으로, 자양리가 자양동으로 각각 바뀌었다.
- 1959년 하왕십리동 중 일부를 도선동으로 분리하였다.
- 1962년 12월 12일 경기도 광주군 구천면 등이 성동구로 편입되었고, 면목동은 동대문구로 편입되었다.[5]

| 법률 제1172호 | |
| 구 행정구역 | 신 행정구역                                                                                                   |
| 광주군 구천면 풍납리, 고덕리, 하일리, 상일리, 명일리, 암사리, 곡교리, 성내리, 길리, 둔촌리 | 성동구 풍납동, 고덕동, 하일동, 상일동, 명일동, 암사동, 천호동, 길동, 둔촌동                                   |
| 광주군 언주면 반포리, 논현리, 학리, 대치리, 양재리, 삼성리, 신사리, 압구정리, 역삼리, 청담리, 내곡리, 염곡리, 신원리                                                                                               | 성동구 개포동, 논현동, 학동, 대치동, 도곡동, 삼성동, 신사동, 압구정동, 역삼동, 청담동, 내곡동, 염곡동, 신원동 |
| 광주군 중대면 거여리, 마천리, 방이리, 이리, 오금리, 석촌리, 송파리, 삼전리, 가락리, 문정리, 장지리 | 성동구 거여동, 마천동, 방이동, 이동, 오금동, 석촌동, 송파동, 삼전동, 가락동, 문정동, 장지동                   |
| 광주군 대왕면 세곡리, 율현리, 자곡리, 수서리, 일원리 | 성동구 세곡동, 율현동, 자곡동, 수서동, 일원동                                                                 |
| 성동구 면목동 | 동대문구 면목동                                                                                               |
| (변동없음) 신당동, 상왕십리동, 하왕십리동, 도선동, 마장동, 사근동, 행당동, 응봉동, 금호동1가~금호동4가, 옥수동, 성수동1가, 성수동2가, 중곡동, 능동, 구의동, 광장동, 자양동, 화양동, 모진동, 군자동, 신천동, 잠실동 | |
- 1964년 9월 24일 하왕십리동 중 일부를 홍익동으로 분리하였다.
- 1966년 신당동 중에서 황학동과 흥인동을, 하왕십리동 중에서 무학동을 법정동으로서 분리하였다.
- 1970년 5월 18일 법정동과 행정동을 일치시킬 때, 수도동사무소를 청담동사무소로 개칭하였다.[6]
- 1973년 7월 1일 영등포구 반포동·잠원동·서초동·양재동·우면동·원지동이 성동구로 편입되었다.[7]

| 대통령령 제6548호 |                                                  |
| 구 행정구역 | 신 행정구역                                      |
| 영등포구 반포동·잠원동·서초동·양재동·우면동·원지동 | 성동구 반포동·잠원동·서초동·양재동·우면동·원지동 |
| (변동없음) 성동구 상왕십리동, 하왕십리동, 홍익동, 도선동, 마장동, 사근동, 행당동, 응봉동, 금호동1가~금호동4가, 옥수동, 성수동1가, 성수동2가, 중곡동, 능동, 구의동, 광장동, 자양동, 화양동, 모진동, 군자동, 명일동, 하일동, 고덕동, 상일동, 길동, 둔촌동, 암사동, 성내동, 풍납동, 천호동, 송파동, 석촌동, 삼전동, 가락동, 이동, 오금동, 방이동, 문정동, 장지동, 거여동, 마천동, 잠실동, 신천동, 일원동, 수서동, 자곡동, 율현동, 세곡동, 역삼동, 포이동, 개포동, 도곡동, 논현동, 신사동, 학동, 압구정동, 청담동, 삼성동, 대치동, 염곡동, 내곡동, 신원동, 황학동, 무학동, 흥인동, 신당동 |                                                  |
- 1975년 8월 1일 - 신당동, 상왕십리동의 일부가 중구에 편입되었다.
- 1975년 10월 1일 명일동 등이 강남구로 분리되고, 황학동 등이 중구로 편입되었다.[8]

| 대통령령 제7816호 | |
| 구 행정구역 | 신 행정구역 |
| 성동구 명일동, 하일동, 고덕동, 상일동, 길동, 둔촌동, 암사동, 성내동, 풍납동, 천호동, 송파동, 석촌동, 삼전동, 가락동, 이동, 오금동, 방이동, 문정동, 장지동, 거여동, 마천동, 잠실동, 신천동, 일원동, 수서동, 자곡동, 율현동, 세곡동, 역삼동, 포이동, 개포동, 도곡동, 논현동, 신사동, 학동, 압구정동, 청담동, 삼성동, 대치동, 염곡동, 내곡동, 신원동, 양재동, 우면동, 원지동, 잠원동, 서초동, 반포동 | 강남구 명일동, 하일동, 고덕동, 상일동, 길동, 둔촌동, 암사동, 성내동, 풍납동, 천호동, 송파동, 석촌동, 삼전동, 가락동, 이동, 오금동, 방이동, 문정동, 장지동, 거여동, 마천동, 잠실동, 신천동, 일원동, 수서동, 자곡동, 율현동, 세곡동, 역삼동, 포이동, 개포동, 도곡동, 논현동, 신사동, 학동, 압구정동, 청담동, 삼성동, 대치동, 염곡동, 내곡동, 신원동, 양재동, 우면동, 원지동, 잠원동, 서초동, 반포동 |
| 성동구 황학동, 무학동, 흥인동과 신당동, 상왕십리동 일부 | 중구 황학동, 무학동, 흥인동, 신당동 |
| 성동구 중곡동과 군자동 일부 | 동대문구 장안동 |
| (변동없음) 성동구 상왕십리동, 하왕십리동, 홍익동, 도선동, 마장동, 사근동, 행당동, 응봉동, 금호동1가~금호동4가, 옥수동, 성수동1가, 성수동2가, 중곡동, 능동, 구의동, 광장동, 자양동, 화양동, 모진동, 군자동 | |
- 1995년 3월 1일 중곡동 등이 광진구에 속하게 되었다.[9] (20행정동)

| 법률 제4802호 |                                                                             |
| 구 행정구역 | 신 행정구역                                                                 |
| 성동구 중곡동, 능동, 구의동, 광장동, 성수동2가 일부, 자양동, 화양동, 모진동, 군자동                                                  | 광진구 중곡동, 능동, 구의동, 광장동, 노유동, 자양동, 화양동, 모진동, 군자동 |
| (변동없음) 상왕십리동, 하왕십리동, 홍익동, 도선동, 마장동, 사근동, 행당동, 응봉동, 금호동1가~금호동4가, 옥수동, 성수동1가, 성수동2가 |                                                                             |
- 1995년 3월 2일 청사 이전 (청계천로 540 (마장동 527-6)번지, 현 시설관리공단)
- 2004년 5월 1일 청사 이전 (고산자로 270 (행당1동 7)
- 2008년 8월 11일 왕십리1동과 도선동을 왕십리도선동으로, 금호2가동과 금호3가동을 금호2·3가동으로, 옥수1동과 옥수2동을 옥수동으로 합동하였다. (17행정동)